# Геннікер (Нью-Гемпшир)
Геннікер (англ. Henniker) — місто (англ. town) в США, в окрузі Меррімак штату Нью-Гемпшир. Населення — 6185 осіб (2020).

## Демографія
Згідно з переписом 2010 року, у місті мешкало 4836 осіб у 1780 домогосподарствах у складі 1124 родин. Було 1928 помешкань
Расовий склад населення:
| - 95,7 % — білих - 1,2 % — чорних або афроамериканців - 1,1 % — азіатів - 0,4 % — корінних американців |

До двох чи більше рас належало 1,1 %. Частка іспаномовних становила 1,7 % від усіх жителів.
За віковим діапазоном населення розподілялося таким чином: 19,1 % — особи молодші 18 років, 71,9 % — особи у віці 18—64 років, 9,0 % — особи у віці 65 років та старші. Медіана віку мешканця становила 35,2 року. На 100 осіб жіночої статі у місті припадало 102,0 чоловіків;  на 100 жінок у віці від 18 років та старших — 99,5 чоловіків також старших 18 років.
Середній дохід на одне домашнє господарство  становив 83 749 доларів США (медіана — 69 609), а середній дохід на одну сім'ю — 98 206 доларів (медіана — 83 934). Медіана доходів становила 60 221 долар для чоловіків та 52 857 доларів для жінок. За межею бідності перебувало 10,7 % осіб, у тому числі 11,9 % дітей у віці до 18 років та 2,8 % осіб у віці 65 років та старших.
Цивільне працевлаштоване населення становило 2580 осіб. Основні галузі зайнятості: освіта, охорона здоров'я та соціальна допомога — 35,5 %, роздрібна торгівля — 13,2 %, науковці, спеціалісти, менеджери — 10,7 %, мистецтво, розваги та відпочинок — 9,3 %.